# Bookmaker
 Der er for få eller ingen kildehenvisninger i denne artikel, hvilket er et problem. Du kan hjælpe ved at angive troværdige kilder til de påstande, som fremføres i artiklen.

Bookmaker er en, der driver bookmakeri eller bookmaking.
Hos bookmakere er det muligt at vædde om penge på udfaldet af en lang række begivenheder, oftest sport og politik, men spil på hitlisteplaceringer og giftermål forekommer også.
En bookmaker tjener på, at udbyde odds med en procentuel margin i egen favør. Således vil en bookmakers tilbagebetalingsprocent normalt ligge på mellem 90-92% på et enkelt objekt. De sidste 8-10% er den margin som en bookmaker lever af.

## Spil i Danmark
Det danske spillemarked blev liberaliseret d. 1. januar 2012. Indtil da havde Danske Spil monopol på at drive bookmaker-forretning i Danmark, men efter liberaliseringen har en lang række udenlandske spiludbydere fået tilladelse via dansk spillelicens.
Det er ikke ulovligt at spille hos udenlandske spilleudbydere, så Danske Spil oplever i disse år en stigende konkurrence. Bl.a. tilbyder de udenlandske spilleudbydere langt bedre odds og bonusser, og det har givet en massiv konkurrence. Udenlandske bookmakere mærker også den stigende konkurrence fra de såkaldte spillebørser. Spillebørserne tilbyder spillere at spille imod hinanden, og spillebørsen tager således en lille kommission. Oddsene er væsentligt højere hos spillebørser end hos en traditionel bookmaker, og tilbagebetalingsprocenten nærmer sig de 100% på flere likvide markeder.